# Haris Zambarloukos
Haris Zambarloukos, accreditato a volte come Harris Zambarloukos, (in greco Χάρης Ζαμπαρλούκος?; Nicosia, 11 marzo 1970) è un direttore della fotografia cipriota, facente parte dell'etnia greco-cipriota.

## Biografia
Zambarloukos ottiene il Bachelor of Arts alla Central Saint Martins College of Arts and Design di Londra e si laurea nel corso di cinema all'AFI Conservatory di Los Angeles nel 1997. Il suo cortometraggio per la tesi di laurea, First Daughter, viene premiato al City of Lights, City of Angels e all'Empire State Film Festival nel 1997 ed al San Jose International Short Film Festival nel 1998.

## Carriera
Dopo la laurea, Zambarloukos ricopre il ruolo di direttore della fotografia in svariati spot pubblicitari, documentari e cortometraggi tra Stati Uniti d'America, Europa e America centrale per poi far parte del team di Conrad Hall per le riprese di A Civil Action (1998).
Il film di debutto è stato Camera Obscura nel 2000. Nel 2006 la rivista Variety lo inserisce nella lista dei "Dieci direttori della fotografia da seguire". Nel 2007 ottiene la prima collaborazione col regista Kenneth Branagh per il film Sleuth - Gli insospettabili, collaborazione che proseguirà nel tempo, portando Zambarloukos a fotografare quasi tutti i film diretti poi da Branagh.
Entrato come membro della British Society of Cinematographers, Zambarloukos ne ricopre attualmente il ruolo di vicepresidente.

## Filmografia parziale

### Cinema
- Camera Obscura, regia di Hamlet Sarkissian (2000)
- Mr In-Between, regia di Paul Sarossy (2001)
- Oh Marbella!, regia di Piers Ashworth (2003)
- L'amore fatale (Enduring Love), regia di Roger Michell (2004)
- Spivs, regia di Colin Teague (2004)
- Opa!, regia di Udayan Prasad (2005)
- Non dire sì - L'amore sta per sorprenderti (The Best Man), regia di Stefan Schwartz (2005)
- Venus, regia di Roger Michell (2006)
- Sleuth - Gli insospettabili (Sleuth), regia di Kenneth Branagh (2007)
- Houdini - L'ultimo mago (Death Defying Acts), regia di Gillian Armstrong (2007)
- Mamma Mia!, regia di Phyllida Lloyd (2008)
- L'ombra del sospetto (The Other Man), regia di Richard Eyre (2008)
- Thor, regia di Kenneth Branagh (2011)
- Locke, regia di Steven Knight (2013)
- Jack Ryan - L'iniziazione (Jack Ryan: Shadow Recruit), regia di Kenneth Branagh (2014)
- Cenerentola (Cinderella), regia di Kenneth Branagh (2015)
- Il diritto di uccidere (Eye in the Sky), regia di Gavin Hood (2015)
- La verità negata (Denial), regia di Mick Jackson (2016)
- Assassinio sull'Orient Express (Murder on the Orient Express), regia di Kenneth Branagh (2017)
- Artemis Fowl, regia di Kenneth Branagh (2020)
- Belfast, regia di Kenneth Branagh (2021)
- Assassinio sul Nilo (Death on the Nile), regia di Kenneth Branagh (2022)
- Assassinio a Venezia (A Haunting in Venice), regia di Kenneth Branagh (2023)
- Shark 2 - L'abisso (Meg 2: The Trench), regia di Ben Wheatley (2023)
- Beetlejuice Beetlejuice, regia di Tim Burton (2024)

### Televisione
- Happy Dark, regia di John Sharian - film TV (2003)

## Riconoscimenti
- 2000 - Emerging Cinematographer Awards
  - EC Award per First Daughter
- 2004 - British Independent Film Awards
  - Candidatura per il miglior contributo tecnico per L'amore fatale (Enduring Love)
- 2007 - Camerimage
  - Candidatura per la Rana d'oro per Sleuth - Gli insospettabili (Sleuth)
- 2008 - Australian Film Institute
  - Candidatura per la miglior fotografia per Houdini - L'ultimo mago (Death Defying Acts)